# 곤틀릿 (장갑)

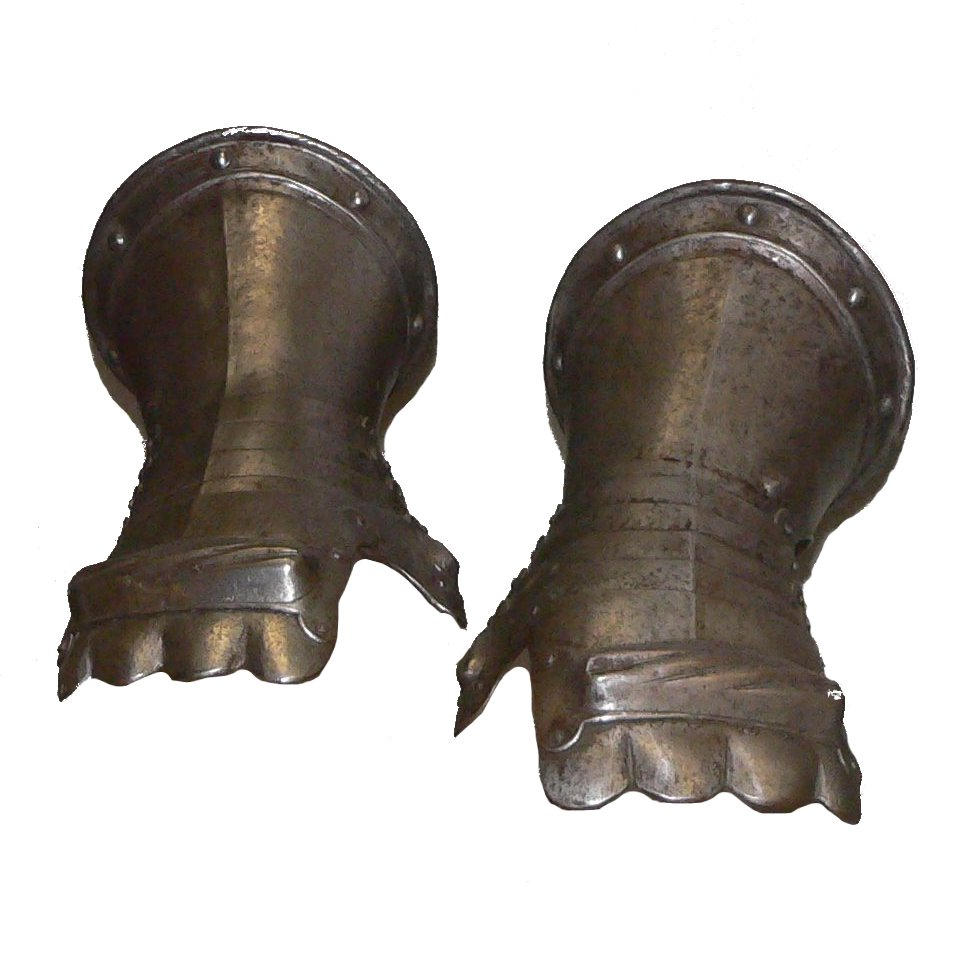
16세기 독일 곤틀릿.

곤틀릿(gauntlet 곤틀릿[*], 일본어: 籠手 코테[*])은 손을 보호하는 갑옷 부품이다. 서양과 일본 갑옷에서 찾아볼 수 있다.

## 같이 보기
- 갑옷